# Цена справедливости (фильм)
«Цена справедливости» («The Price of Justice») — американский телефильм 1985 года, второй из двух фильмов о детективе Коджаке, снятых телеканалом «Си-би-эс» в продолжение сериала «Коджак», однако, кроме участия актёра Телли Саваласа в роли Коджака фильм почти никак не связан с сериалом.
По роману «Расследование» автора популярных детективов Дороти Анек — 14 лет проработавшей детективом полиции Нью-Йорка.
Фильм был номинирован на Прайм-таймовую премию «Эмми» (1987) и премию Американского общества кинооператоров (1988) за работу оператора.

## Сюжет
Нью-йоркский детектив Коджак ведёт новое дело: в реке Гарлем найдены тела двух мальчиков. Дело кажется простым — все улики указывают на их мать, и она, с её скандальным прошлым, являются главным очевидным подозреваемым. Но уже почти закрытое дело вскоре становится чем-то гораздо более зловещим. Коджак пытается понять, почему гламурная Китти вышла замуж за обычного работягу, и откуда взялись деньги на открытие ими бара. А в её записной книжке обнаруживается много телефонов важных и влиятельных людей. Вскоре отец мальчиков совершает самоубийство. Коджак оказывается в ловушке запутанной паутины ложных судебных процессов, ревности и убийственных интриг, а также испытывая сложные чувства по отношению к подозреваемой.

## В ролях
- Телли Савалас — Тео Коджак, лейтенант полиции, детектив
- Кейт Неллиган — Китти, мать мальчиков
- Пэт Хингл — Джордж, отец мальчиков
- Джек Томпсон — Эндрю Дюбос
- Брайн Мюррей — окружной прокурор
- Тони Бенедитто — детектив Каталано
- Джон Ллойд — Басс, помощник Коджака
- Джеффри ДеМанн — Мэрсуччи
- Джеймс Ребхорн — Куибро
- Джозеф Карберри — Лоренцо
- Эрл Хиндман — Дэни
- Мартин Шакар — Арнольд Надлер
- Джозеф Карберри — Лоренцо
- Фаусто Бара — Бенджамин

## Рецензии
- John Leonard — Thin as thieves // New Yorker Magazine, 23 Feb. 1987